# Brahma Purana
Brahma Purana – hinduistyczny tekst religijny. Jeden z głównych osiemnastu ksiąg Mahapuranasu, który zawiera 246 stron. Jest on podzielony na dwie części:(pierwsza część) Purvabhaga a (druga część) Uttarabhaga. Pierwsza część opowiada historię stworzenia wszechświata, życia Ramy i Kryszny. Rozdziały 70-175 dotyczą Gautami Mahatmya (gloryfikacja rzeki Godawari). Druga część zawiera szczegółowe informacje na temat Purusottama Tirtha, który jest jednym ze świętych miejsc.